# Оквирна конвенција УН о климатским променама
Оквирна конвенција УН о климатским променама (енгл. United Nations Framework Convention on Climate Change — UNFCCC) је међународни уговор чији је циљ „стабилизација гасова стаклене баште на ниво који би спречио негативне антропогене утицаје на климатски систем“. Била је усвојена 9. маја 1992. док је само потписивање конвеције било одражано за време Земаљског самита у Рију де Женеиру од 3. јуна до 14. јуна 1992. Примењује се од 21. марта 1994. када је била ратификаована од стране 50 држава. Сама конвенција не подставља завезујуће оквире поводом емисија гасова стаклене баште за појединачне државе као ни механизме спровођења. Уместо тога конвенција говори о томе како ће се будући међународни уговори који деле циљеве са конвенцијом преговарати.
Државе потписнице конвенције се састају сваке године од 1995. године на конференцијама странака како би процениле напредак у решавању климатских промена. Године 1997. закључен је Кјото протокол и успостављене су правно обавезујуће обавезе за развијене земље да смање емисију гасова стаклене баште за период 2008–2012. Конференција Уједињених нација о климатским промјенама из 2010. године донела је споразум у којем се наводи да би глобално загревање требало ограничити на испод 2.0 °C у односу на прединдустријски ниво. Протокол је измијењен и допуњен 2012. године како би обухватио период 2013-2020 у Доха амандману, који од децембра 2015. није ступио на снагу. У 2015. години усвојен је Париски споразум који регулише смањење емисија од 2020. године кроз обавезе земаља у национално одређеним доприносима, снижавајући циљ на 1,5 °C. Париски споразум је ступио на снагу 4. новембра 2016. године.

## Стране
Од 2015 године постоје 198 стране конвенције укључујући све државе чланице Организације уједињених нација, посматрача генералне скупштине Државу Палестину, две државе које нису чланице УН-а Нијуе и Кукова Острва, Европску унију као и Свету Столицу која је само посматрач